# Percalates novemaculeata
Percalates novemaculeata ist ein australischer Süß- und Brackwasserfisch, der in den Küstenflüssen und Lagunen des südöstlichen Australien vorkommt. Das Verbreitungsgebiet reicht von der Great Sandy Strait im Südosten des Bundesstaates Queensland bis zur Region Gippsland im östlichen Victoria. Percalates novemaculeata ist in seiner Heimat ein beliebter Anglerfisch und wird dort Australian Perch, Eastern Freshwater Perch, Freshwater Perch oder einfach Perch (Barsch) genannt.

## Merkmale
Percalates colonorum hat eine typische, seitlich abgeflachte Barschgestalt und kann eine Maximallänge von 60 cm und ein Gewicht von 3,8 bis maximal 4,5 kg erreichen. Das Maul ist groß und oberständig. Nach hinten reicht es bis unter das Auge. Der Unterkiefer steht vor. Kiefer und Gaumen sind mit kleinen, in Bändern angeordneten Zähnen besetzt. Das Präoperculum ist am oberen Ast fein gesägt und trägt am unteren einen kräftigen, nach vorn gerichteten Stachel. Der Kiemendeckel ist mit zwei Stacheln ausgestattet, von denen der untere größer und breiter ist. Die Schuppen sind mittelgroß und in der Regel Kammschuppen. Auch „Wangen“ und Kiemendeckel sind beschuppt. Die Schnauze, bei Fischen der Bereich zwischen dem Vorderrand des Auges und der Maulspitze, ist unbeschuppt. Die Seitenlinie ist vollständig ausgebildet und folgt in ihrem Verlauf der Rückenlinie. Hart- und weichstrahliger Abschnitt der Rückenflosse sind durch eine Einbuchtung voneinander getrennt. Der vierte Rückenflossenstachel ist der längste. Die Afterflosse steht dem weichstrahligen Abschnitt der Rückenflosse symmetrisch gegenüber. Sie hat drei kurze Stacheln. Die oberen Strahlen der Brustflossen sind länger als die unteren. Die Basis der Bauchflossen liegt direkt hinter der Brustflossenbasis. Die Schwanzflosse ist leicht eingebuchtet.
- Flossenformel: Dorsale VIII-IX/8-11, Anale III/7-9, Pectorale 12-16
- Schuppenformel: SL 48-55, mLR 25-30
- Wirbel: 25[1]

Auf dem Rücken sind die Fische grünlichgrau bis olivfarben und werden nach unten bis zum gelblichweißen Bauch zunehmend heller. Die Brustflossen sind an der Basis dunkler, Bauchflossen und die Afterflosse haben weiße Spitzen. Die unteren Flossenstrahlen der Bauchflossen sind weiß. Jungfische bis zu einer Länge von 12 cm haben dunkle Flecken zwischen den Stacheln auf dem Kiemendeckel, zeigen vier bis sechs schwach ausgebildete vertikale Streifen auf dem Rücken und den Körperseiten und dunkle Markierungen auf der Rücken-, After- und Bauchflossen. Frisch gefangene Fische haben oft rote Augen. Die Färbung verschwindet rasch nachdem die Fische aus dem Wasser genommen wurden.
Percalates novemaculeata kann leicht mit Percalates colonorum, seinem einzigen nahen Verwandten verwechselt werden und hybridisiert mit dieser Art im Einzugsbereich des Snowy River und in der Region Gippsland. Percalates novemaculeata und Percalates colonorum können durch den seitlich mehr  abgeflachten Körper, das gerade bzw. nur wenig konkave Kopfprofil, die etwas dunklere, weniger silbrige Färbung und die grauen vorderen Rückenflossenstacheln von P. novemaculeata voneinander unterschieden werden.

## Lebensweise
Percalates novemaculeata kommt in Flüssen, Bächen, Seen und in leicht brackigen Flussmündungen vor. Darin hält sich die Art bevorzugt zwischen Wasserpflanzen oder Felsen oder in kiesigen Vertiefungen auf. Sie sind Wanderfische, die zwischen Mai und August zum Laichen die Flussmündungen aufsuchen. Die zahlreichen kleinen Eier werden zwischen Wasserpflanzen oder auf Sandbänke abgelegt. Sie sind rund, transparent, kleben nicht und treiben frei im Wasser. Die Jungfische schlüpfen nach zwei bis drei Tagen und sind dann etwa 2,5 mm lang. Nach dem Laichen wandern beide Geschlechter wieder flussaufwärts. Die Männchen verbleiben aber meist in den Unterläufen der Flüsse, während die Weibchen bis in die Oberläufe schwimmen. Percalates novemaculeata ernährt sich von kleinen Fischen, Weichtieren, Krustentieren und anderen Wirbellosen. Jungfische fressen Zooplankton.

## Systematik
Die Fischart wurde im Jahr 1866 durch den österreichischen Zoologen Franz Steindachner unter der Bezeichnung Dules novemaculeata erstmals wissenschaftlich beschrieben, damals also den Sägebarschen (Serranidae) zugeordnet. Später wurde sie in die Gattung Macquaria überführt, die zu den Dorschbarschen (Percichthyidae) gehört. In einer im Jahr 2013 erstmals veröffentlichten phylogenetischen Studie über die Verwandtschaft der Knochenfische kam man jedoch zu dem Ergebnis das Percalates novemaculeata und Percalates colonorum nicht zur Gattung Macquaria und zu den Dorschbarschen gehören, sondern eine eigene Klade innerhalb der Ordnung Centrarchiformes bilden. Deshalb wurde vorgeschlagen beide Arten in die Gattung Percalates zu überführen, die im Jahr 1887 durch die australischen Zoologen James Douglas Ogilby und Edward Pierson Ramsay mit Lates colonorum als Typusart eingeführt wurde, und für Percalates eine monotypische Familie Percalatidae aufzustellen. Beide Vorschläge wurden inzwischen in Eschmeyer’s Catalog of Fishes, einer monatlich aktualisierten Datenbank zur Fischsystematik, so übernommen.

## Belege
1. 1 2 3 4 5 6 7  Dianne J. Bray & Vanessa J. Thompson, Macquaria novemaculeata in Fishes of Australia, abgerufen am 23. März 2019.
2. 1 2 3 4  Macquaria novemaculeata auf Fishbase.org (englisch)
3. 1 2  Percalates novemaculeata im Catalog of Fishes (englisch)
4. ↑  Ricardo Betancur-R, Edward O. Wiley, Gloria Arratia, Arturo Acero, Nicolas Bailly, Masaki Miya, Guillaume Lecointre und Guillermo Ortí: Phylogenetic classification of bony fishes (Memento des Originals vom 8. November 2020 im Internet Archive)  Info: Der Archivlink wurde automatisch eingesetzt und noch nicht geprüft. Bitte prüfe Original- und Archivlink gemäß Anleitung und entferne dann diesen Hinweis.. BMC Evolutionary Biology, BMC series – Juli 2017, DOI: 10.1186/s12862-017-0958-3